# Liste der Kreisstraßen im Altmarkkreis Salzwedel
Die Liste der Kreisstraßen im Altmarkkreis Salzwedel ist eine Auflistung der Kreisstraßen im Altmarkkreis Salzwedel, Sachsen-Anhalt. Die Gesamtlänge aller Kreisstraßen betrug am 1. Januar 2012 insgesamt 513 km.

## Abkürzungen
- K: Kreisstraße
- L: Landesstraße

## Liste
Die Kreisstraßen werden landesweit durchnummeriert und behalten die ihnen zugewiesene Nummer bei einem Wechsel in einen anderen Landkreis oder in eine kreisfreie Stadt innerhalb von Sachsen-Anhalt. Nicht vorhandene bzw. nicht nachgewiesene Kreisstraßen werden in Kursivdruck gekennzeichnet, ebenso Straßen und Straßenabschnitte, die unabhängig vom Grund (Herabstufung zu einer Gemeindestraße oder Höherstufung) keine Kreisstraßen mehr sind.
| Nr.    | Verlauf |
| ------ | --- |
| K 1001 | (K 7 im Landkreis Lüchow-Dannenberg, Niedersachsen) – Landesgrenze – K 1002 – Dahrendorf – Langendorf – Bonese – L 7 – Rustenbeck – K 1390 – Dülseberg – Schadeberg – Schadewohl – L 8 in Diesdorf                                                                    |
| K 1002 | K 1001 in Dahrendorf – Kortenbeck – Barnebeck – Henningen – L 6 – Osterwohle – Bombeck – Klein Gerstedt – K 1377 – Groß Gerstedt – K 1376 – Salzwedel – L 8 – / – Ritze – K 1389 – Klein Chüden – Landesgrenze – (K 40 im Landkreis Lüchow-Dannenberg, Niedersachsen) |
| K 1003 | Riebau – Pretzier – Stappenbeck – |
| K 1004 | in Pretzier – Klein Gartz – K 1005 – L 10 |
| K 1005 | K 1004 – Rademin – L 1 in Ladekath |
| K 1006 | in Binde – Schernikau – L 10 in Kassuhn |
| K 1007 | K 1414 in Mechau – in Binde |
| K 1008 | Kaulitz – in Binde |
| K 1012 | L 1 – Zühlen – Kreisgrenze – (K 1012 im Landkreis Stendal) – Kreisgrenze – K 1077 – L 12 in Lohne |
| K 1013 | – Höwisch – Kreisgrenze – (K 1013 im Landkreis Stendal) |
| K 1084 | L 28 – Lindstedterhorst – Seethen – Lotsche – Kreisgrenze – (K 1084 im Landkreis Stendal) – Kreisgrenze – Wollenhagen – Kreisgrenze – (K 1084 im Landkreis Stendal)                                                                                                   |
| K 1085 | Schenkenhorst – in Estedt |
| K 1086 | L 19 in Zichtau – – K 1087 – Engersen – L 12 |
| K 1087 | K 1093 – Winkelstedt – Faulenhorst – L 21 – Wernstedt – Neu Wernstedt – K 1086 |
| K 1088 | L 15 – Dammkrug – K 1387 – Güssefeld – Bühne – K 1412 – L 21 in Kalbe (Milde) |
| K 1091 | K 1117 in Immekath – K 1394 – Klötze – L 20 – L 19 – Jemmeritz – in Kakerbeck |
| K 1093 | K 1386 in Zethlingen – Wustrewe – K 1087 – in Kakerbeck |
| K 1095 | L 27 – Kassieck – K 1096 – K 1392 – L 28 in Lindstedt |
| K 1096 | K 1095 in Kassieck – Trüstedt – L 28 in Jävenitz |
| K 1101 | L 27 in Gardelegen – K 1106 – in Letzlingen |
| K 1103 | in Letzlingen – Theerhütte |
| K 1105 | K 1107 in Potzehne – K 1106 – Roxförde – Wannefeld – in Letzlingen |
| K 1106 | K 1101 – K 1105 – Roxförde – Kreisgrenze – (K 1106 im Landkreis Börde) |
| K 1107 | L 25 in Jerchel – Potzehne – K 1112 – K 1105 – Parleib – Kreisgrenze – (K 1107 im Landkreis Börde) |
| K 1112 | in Wernitz – Sachau – L 25 – Jeseritz – K 1107 in Potzehne |
| K 1117 | L 19 in Jeeben – Darnebeck – Ristedt – Immekath – K 1091 – K 1397 – Kusey – L 22 – Wenze – L 20 – Quarnebeck |
| K 1118 | (K 21 im Landkreis Gifhorn, Niedersachsen) – Landesgrenze – Hanum – K 1119 – Jübar – Lüdelsen – Nieps – L 11 in Stöckheim |
| K 1119 | L 11 in Mehmke – Wüllmersen – Bornsen – K 1120 – Jübar – K 1118 – Gaddenstedt – Nettgau – K 1127 – Wendischbrome – K 1128 – Landesgrenze – (Niedersachsen) |
| K 1120 | L 8 in Diesdorf – Freilichtmuseum Diesdorf – Molmke – K 1391 – Drebenstedt – K 1119 in Bornsen |
| K 1122 | (L 287 in Niedersachsen) – Landesgrenze – Steimke – L 23 in Kunrau |
| K 1127 | K 1119 in Nettgau – K 1128 – in Mellin |
| K 1128 | K 1127 – K 1119 in Wendischbrome |
| K 1376 | in Chüttlitz – K 1002 – Salzwedel – Böddenstedt – Steinitz – L 8 |
| K 1377 | K 1002 in Klein Gerstedt – Klein Wieblitz – L 8 in Eversdorf |
| K 1378 | in Seebenau – Rockenthin |
| K 1379 | L 5 in Schrampe – Zießau – L 1 |
| K 1380 | Harpe – – Leppin – Neulingen – Kreisgrenze – (K 1380 im Landkreis Stendal) |
| K 1381 | in Sienau – Brewitz – Dambeck – K 1382 in Altensalzwedel |
| K 1382 | – Kuhfelde – K 1402 – Schieben – K 1381 – Altensalzwedel – K 1406 – Saalfeld – K 1411 – Baars – |
| K 1384 | in Püggen – Groß Bierstedt – Klein Bierstedt – L 11 in Stöckheim |
| K 1386 | – Sallenthin – Jeggeleben – L 1 – Zierau – Badel – K 1387 – Zethlingen – K 1093 |
| K 1387 | K 1386 in Badel – Thüritz – K 1088 in Dammkrug |
| K 1389 | K 1002 in Ritze – Groß Chüden – in Pretzier |
| K 1390 | Neuekrug – Reddigau – Höddelsen – Dülseberg – K 1001 – Eickhorst – L 8 in Dähre |
| K 1391 | (Niedersachsen) – Landesgrenze – Haselhorst – Lindhof – K 1120 in Molmke |
| K 1392 | L 27 in Algenstedt – K 1095 in Kassieck |
| K 1393 | L 11 – Rittleben – Siedentramm – L 20 – Lockstedt – Hohenhenningen – L 19 in Klötze |
| K 1394 | L 19 – Nesenitz – K 1091 |
| K 1395 | K 1413 in Käcklitz – Stapen – L 11 in Hohentramm |
| K 1396 | – Tangeln – L 11 in Beetzendorf |
| K 1397 | K 1117 in Immekath – Dönitz – Schwarzendamm – L 23 in Kunrau |
| K 1399 | – Siedenlangenbeck – Groß Grischau – K 1402 – K 1413 – Klein Grischau |
| K 1402 | K 1382 – Valfitz – K 1399 |
| K 1406 | K 1382 in Altensalzwedel – Hagen |
| K 1408 | Hohenlangenbeck – |
| K 1411 | in Mahlsdorf – Maxdorf – K 1382 in Saalfeld |
| K 1412 | Vahrholz – K 1088 |
| K 1413 | K 1399 – Käcklitz – K 1395 – Audorf – L 11 in Beetzendorf |
| K 1414 | (K 5 im Landkreis Lüchow-Dannenberg, Niedersachsen) – Landesgrenze – Mechau – K 1007 – in Ritzleben |
| K 1478 | – Kreisgrenze – (K 1478 im Landkreis Stendal) |